# Úřad pro potlačování komunistické činnosti
Úřad pro potlačování komunistické činnosti (Buró para Represión de las Actividades Comunistas, nebo BRAC) byla agentura Kubánské tajné policie, kterou prezident Fulgencio Batista udržoval v padesátých létech, která se stala nechvalně známou za brutální boj proti Hnutí 26. července.
Úřad byl veden Mariano Fagetem, který se nejprve proslavil jako lovec nacistů během Batistovy první vlády, od roku 1940 do roku 1944, kdy byl šéfem Úřadu vyšetřování nepřátelské činnosti (Oficina de Investigación de Actividades Enemigas), kontrašpionážní jednotky proti nacistickým a fašistickým agentům. 
Úřad byl od roku 1956 podporován americkou CIA.